# 李漢偉
李漢偉（1961年6月17日—），韓國男演員。

## 影視作品

### 電視劇

#### 1990年代
- 1999年：KBS《學校1》

#### 2000年代
- 2000年：KBS《學校3》飾演 朴福滿
- 2000年：KBS《藍色生死戀》飾演 尹志奐
- 2002年：KBS《尋求陽光》飾演 Mr.Sticky
- 2002年：MBC《御史朴文修》
- 2003年：MBC《茶母》飾演 白部將
- 2004年：MBC《花王仙女》飾演 傅容晉
- 2004年：KBS《不滅的李舜臣》飾演 千茂直
- 2005年：KBS《豪傑春香》
- 2005年：KBS《18．29》
- 2005年：MBC《第五共和國》飾演 金龍男
- 2005年：KBS《復活》飾演 林大植
- 2005年：SBS《露露公主》飾演 高室長
- 2006年：KBS《春日華爾滋》飾演 李鍾泰
- 2006年：KBS《19歲的純情》飾演 高先生
- 2006年：SBS《愛恨一線間》
- 2007年：MBC《咖啡王子1號店》飾演 老邱
- 2007年：KBS《善良女人白日紅》
- 2007年：KBS《詐騙信用調查所》飾演 張澤修
- 2008年：KBS《媽媽發怒了》飾演 千科長
- 2008年：SBS《我的甜蜜都市》飾演 安理事
- 2008年：KBS《傳說的故鄉》飾演 德培
- 2008年：SBS《玻璃之城》飾演 孫東植
- 2008年：MBC《貝多芬病毒》飾演 姜春裴
- 2009年：SBS《自鳴鼓》飾演 尤那樓
- 2009年：MBC《衝吧！我的愛》飾演 那慶滿
- 2009年：MBC《HERO》飾演 羅景萬

#### 2010年代
- 2010年：SBS《人生多美麗》（客串）
- 2010年：KBS《推奴》飾演 吳捕頭
- 2010年：KBS《富翁的誕生》飾演 Terrier朴
- 2010年：SBS《Oh! My Lady 愛你喲》（客串）
- 2010年：KBS《麵包王金卓求》飾演 許甲秀
- 2010年：SBS《雅典娜：戰爭女神》飾演 朴成哲
- 2011年：KBS《相信愛》飾演 金意鐘
- 2011年：OCN《神的測驗2》
- 2011年：MBC《階伯》飾演 任自
- 2011年：MBC《就像今天一樣》飾演 金俊泰
- 2012年：KBS《暴力羅曼史》飾演 張德守
- 2012年：SBS《時尚王》飾演 黃泰山
- 2012年：SBS《致美麗的你》飾演 黃啟奉
- 2013年：KBS《學校2013》飾演 吳守鐵
- 2013年：MBC《七級公務員》飾演 金阪錫
- 2013年：SBS《錢的化身》
- 2013年：tvN《Nine：九回時間旅行》飾演 有進再婚的丈夫
- 2013年：SBS《案件編號113》
- 2013年：SBS《熱愛》飾演 潘秀奉
- 2013年：tvN《籃球》飾演 尹德明
- 2013年：KBS《總理與我》飾演 南裕植
- 2014年：tvN《急診男女》飾演 全亨錫（客串）
- 2014年：JTBC《山蒜醬湯：12年後的重逢》飾演 朱哲秀
- 2014年：MBC《心懷叵測的恢單女》飾演 醫生
- 2014年：MBC《改過遷善》飾演 姜組長
- 2014年：SBS《你們被包圍了》飾演 李英九
- 2014年：SBS《現代農夫》飾演 姜英植
- 2014年：MBN《天國的眼淚》飾演 育幼院院長（客串）
- 2014年：KBS《Drama Special－三女子離家騷動》飾演 Room Salon社長
- 2014年：SBS《Punch》飾演 吳東春
- 2014年：MBC《Drama Festival－怨女日記》飾演 整形外科醫師（特別演出）
- 2015年：tvN《Super Daddy 烈》飾演 崔南權
- 2015年：MBC《心情好又暖》飾演 孔政培
- 2015年：SBS《媽媽我媳婦》飾演 朴奉宙
- 2016年：OCN《鄰家英雄》飾演 宋組長
- 2016年：SBS《戲子》客串
- 2016年：tvN《又，吳海英》飾演 吳京秀
- 2016年：tvN《THE K2》飾演 室長
- 2016年：SBS《I am Sorry 姜南九》飾演 朴東鎮
- 2017年：tvN《內向的老闆》飾演 蔡沅尚
- 2017年：MBC《醫療船》飾演 方成宇
- 2017年：JTBC《The Package》飾演 尹笑笑父親
- 2017年：tvN《卞赫的愛情》飾演 權春燮
- 2018年：tvN《Cross》飾演 神經外科科長（特別演出）
- 2018年：KBS《人偶之家》飾演 洪必睦
- 2018年：tvN《武法律師》飾演 河基浩
- 2018年：JTBC《Beauty Inside》飾演 柳恩浩的父親
- 2018年：tvN《頂級巨星柳白》飾演 崔翰峰
- 2019年：tvN《她的私生活》飾演 金武山
- 2019年：KBS《拜託了，夏天啊》飾演 王在國
- 2019年：MBC《異夢》飾演 宋秉畯
- 2019年：KBS《Perfume》飾演 趙春奧
- 2019年：JTBC《輔佐官–改變世界的人們》飾演 青瓦臺祕書室長
- 2019年：tvN《精神病患者日記》飾演 陸鐘哲

#### 2020年代
- 2020年：tvN 《Oh My Baby》飾演 朴在瀚
- 2021年：JTBC《Undercover》飾演 裴久澤
- 2022年：KBS《加油，我的人生》飾演 金正浩
- 2022年：Disey+《第六感之吻》飾演 吳京洙
- 2023年：KBS《綠洲》飾演 高風浩
- 2023年：JTBC《奇蹟的兄弟》飾演 （特別出演）

### 電影

#### 2000年代
- 2000年：《共同警戒區》
- 2003年：《逆轉人生》
- 2005年：《請在鼓掌的時候離開》
- 2005年：《捕快》
- 2005年：《外出》飾演 仁書的前輩
- 2006年：《野獸》
- 2006年：《韓半島》
- 2006年：《天使爸爸》
- 2006年：《沒教養的傢伙們》
- 2006年：《偉大的族譜》
- 2006年：《醜女大翻身_(電影)》飾演 整形醫生
- 2007年：《PK金武門》
- 2007年：《兒子》
- 2007年：《相遇的廣場》
- 2007年：《率性而活》飾演 警隊隊長
- 2007年：《我的愛》
- 2008年：《我們學校有ET》
- 2009年：《花心少爺俏冤家》
- 2009年：《比悲傷更悲傷的故事》飾演 金賈植社長
- 2009年：《B咖大翻身》
- 2009年：《鄭勝必失蹤事件》
- 2009年：《早安總統》

#### 2010年代
- 2010年：《猜謎王》
- 2010年：《開心鬼上身》
- 2011年：《心跳》
- 2011年：《浪漫天堂》
- 2011年：《危險的相見禮》
- 2011年：《第七礦區》
- 2011年：《弓箭之戰》
- 2011年：《偶像先生》
- 2012年：《舞后》
- 2012年：《偵探上錯床（朝鲜语：간기남）》飾演 謝班長
- 2012年：《朝韓夢之隊》
- 2012年：《悖論循環》
- 2012年：《摩天樓》
- 2016年：《解語花》
- 2016年：《偉大的願望（朝鲜语：위대한 소원）》飾演 甲德的爸爸（特別出演）
- 2019年：《自行車王嚴福童（朝鲜语：자전차왕 엄복동）》飾演 鞋店老闆（特別出演）

## 外部連結
- 李漢偉的Instagram帳戶
- NAVER （页面存档备份，存于）